# Idiocera sexdentata
Idiocera sexdentata är en tvåvingeart som först beskrevs av Nielsen 1963.  Idiocera sexdentata ingår i släktet Idiocera och familjen småharkrankar.
Artens utbredningsområde är Afghanistan. Inga underarter finns listade i Catalogue of Life.